# Mobilitätsakademie

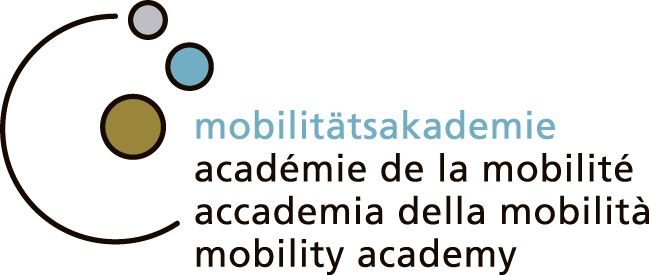
Logo der Mobilitätsakademie

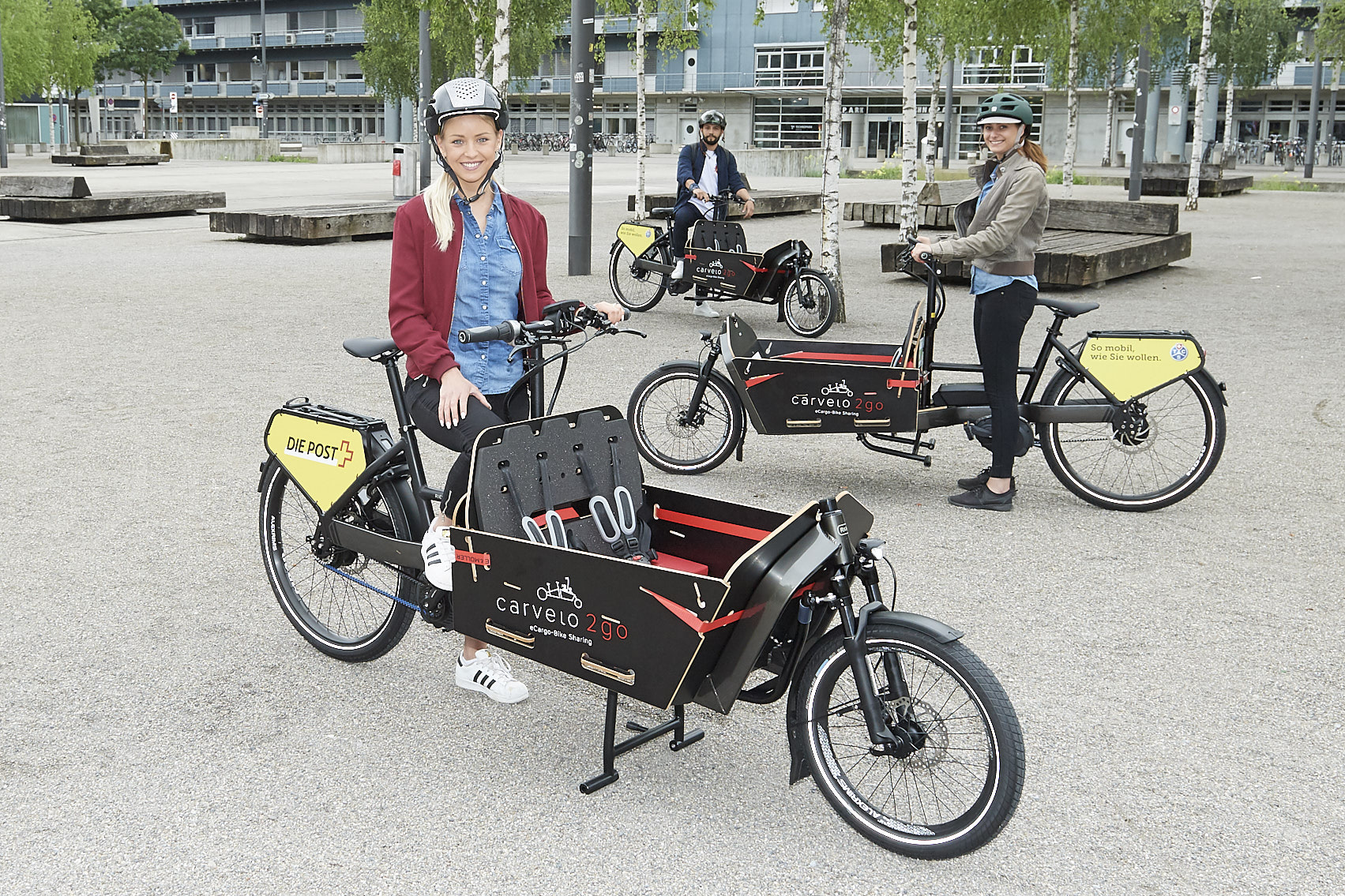
Carvelo2go- die Plattform für die Miete von elektrischen Cargo-Bikes

Die Mobilitätsakademie AG des TCS mit Sitz in Bern wurde im Jahr 2008 vom Touring Club Schweiz gegründet. Sie bezeichnet sich selber als Think- und Do-Tank und beschäftigt sich mit zukunftsweisenden, nachhaltigen Mobilitätsformen und schafft über Verbandsgrenzen hinweg einen Raum für kreatives Verkehrsdenken und -handeln. Direktor und Geschäftsführer ist seit 2008 Jörg Beckmann.

## Programme und Projekte
Das Unternehmen verfolgt mit drei Trends im Verkehrssektor – von der Dekarbonisierung des motorisierten Individualverkehrs dank seiner Elektrifizierung, über die Deprivatisierung individueller Mobilitätswerkzeuge im Kontext der Sharing Economy und des kollaborativen Konsums, bis hin zur Demotorisierung urbaner Verkehre und einer Renaissance des Fahrrads. Das Ziel all dieser Programme ist es, den nachhaltigen Strukturwandel im Mobilitätssektor weiter voranzutreiben und den gesellschaftlichen Dialog zum Thema öffentlichkeitswirksam zu fördern. Die Akademie beteiligt sich an nationalen und internationalen Forschungsprogrammen zum Thema und Mobilitätsentwicklung.

## Geschichte
Das Unternehmen gründete 2010 das „Schweizer Forum Elektromobilität“ (Abschluss Ende 2016). Die Arbeiten des Forums wurden in die Aktivitäten des Branchenverbands Swiss eMobility integriert und seit 2012 hat die Mobilitätsakademie die Geschäftsstelle des Branchenverbands Swiss eMobility inne.
Seit 2013 realisierte das Unternehmen mit der Unterstützung zahlreicher internationaler Partner den World Collaborative Mobility Congress wocomoco.

Seit 2014 engagiert sich das Unternehmen auch im Fahrradverkehr und lancierte in Zusammenarbeit mit dem Förderfonds Engagement Migros „carvelo“ – die Schweizer Lastenrad-Initiative. carvelo2go entstand ursprünglich als Pilotprojekt im Rahmen dieser Initiative. Im Rahmen der Lastenrad-Initiative carvelo werden verschiedene Projekte realisiert, u. a. seit 2015 das E-Cargobike-Sharing "carvelo2go". Während es bei carvelo primär darum ging, E-Cargobikes in der Schweiz bekannter zu machen und ein Kompetenzzentrum aufzubauen, verfolgt carvelo2go das Ziel, ein alltagstaugliches Fahrradverleihsystem anzubieten.

Im Herbst 2015 wurde die weltweit erste Sharing-Plattform für E-Cargobikes, carvelo2go lanciert. Seitdem hat sich das Angebot kontinuierlich entwickelt. Mittlerweile gibt es über 300 E-Cargobike in 70 Städten und Gemeinden in der ganzen Schweiz – weitere kommen in regelmässigen Abständen hinzu (Stand Oktober 2019). carvelo2go ist damit die grösste Sharing-Plattform für elektrische Cargo-Bikes. Gründer sind die Mobilitätsakademie des TCS und der Förderfonds Engagement Migros, unterstützt durch EnergieSchweiz. Die Zusammenarbeit mit Engagement Migros lief im Dezember 2019 vertragsgemäss aus.
Seit Oktober 2016 bewirtschaftet die Tochtergesellschaft des TCS auch das Portal auto-mat.ch, die auf einer Initiative des Bundesamtes für Strassen (ASTRA) und des Touring Club Schweiz beruht. Ziel dieses Webportals ist es, nationales und internationales Wissen über automatisiertes Fahren zu sammeln und zu vermitteln. Im Rahmen dieses Portals fand "Automaticar" statt, eine Veranstaltung, die sich den regulatorischen, sozialen, technischen und wirtschaftlichen Fragen zur Markteinführung selbstfahrender Fahrzeuge in der Schweiz widmet.

Im Oktober 2018 schaffte die Mobilitätsakademie die Schweizer Mobilitätsarena, eine fünftägige Veranstaltung, die unter ihrem Dach die drei Kongresse "Elektromobilität", "AUTOMATICAR" und wocomoco vereint.
Im Dezember 2021 wurde auf Initiative der Mobilitätsakademie der Branchenverband Swiss Alliance for Collaborative Mobility, kurz CHACOMO, gegründet. Zu den 14 Gründungsmitgliedern gehören neben dem TCS und carvelo2go u. a. die Shared-Mobility-Dienste Mobility Carsharing, Uber, AMAG, Lime, Tier, Voi, PostAuto und Publibike.